# Rag Doll
Rag Doll (dt. Flickenpuppe) ist ein von Bob Crewe und Bob Gaudio geschriebenes Lied, das 1964 von The Four Seasons aufgenommen wurde. Das Lied war ein Nummer-eins-Hit in den Vereinigten Staaten und blieb zwei Wochen an der Spitze der Billboard Hot 100. Die deutsche Version stammt von den Five Tops, einer Formation um Günter Kallmann und Leo Leandros, die damit einen Top-10-Hit hatten. Weitere Coverversionen stammen von Brian Poole And The Tremeloes, Nighttrain, Steeleye Span und Del Shannon.
Bob Gaudio wurde laut eigener Aussage zu dem Lied von einem Mädchen mit schmutzigem Gesicht inspiriert, das für Kleingeld die Windschutzscheibe seines Wagens gewaschen hatte und das er mit 20 Dollar dafür bezahlte.
Die im Jahr 1965 gegründete deutsche Beatband The Rag Dolls wurde nach dem Lied benannt.